# Philautus abditus
Philautus abditus és una espècie de granota que es troba a Vietnam.
Està amenaçada d'extinció per la pèrdua del seu hàbitat natural.